# 米羅季采

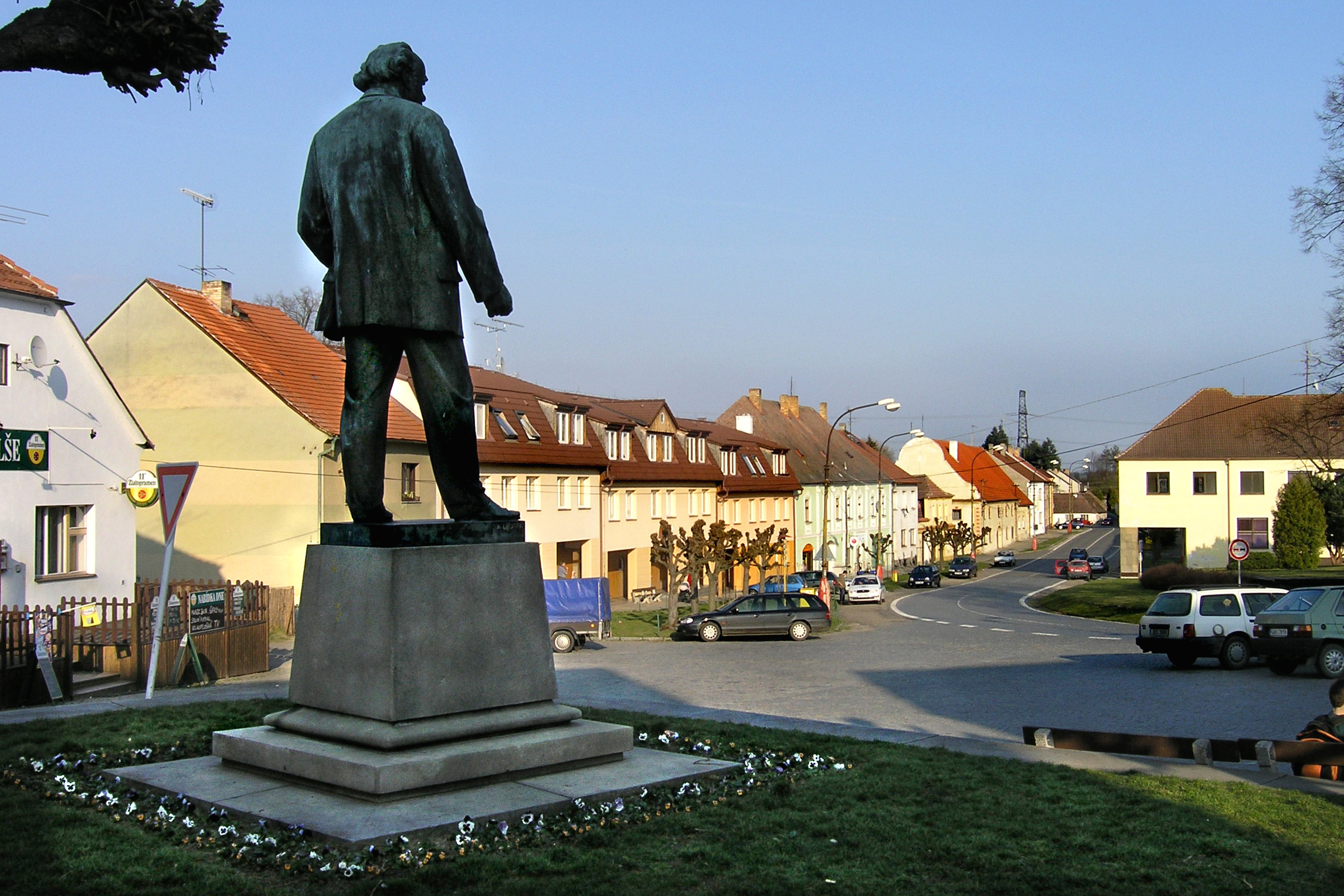

米羅季采是捷克的城鎮，位於該國西南部洛姆尼采河右岸，距離皮塞克16公里，由南波希米亞州負責管轄，面積25.53平方公里，海拔高度412米，2006年人口1,157。

## 外部連結
- Municipal website
- Mirotice - in Czech and English （页面存档备份，存于）